# Bundesstraße 216
Pour les articles homonymes, voir Route 216.
La Bundesstraße 216 est une Bundesstraße du Land de Basse-Saxe.

## Histoire
En 1932, lors de l'introduction de la numérotation des Reichsstraßen, la route de Lunebourg à Dannenberg est désignée sous le nom de Reichsstraße 216.

## Source
- (de) Cet article est partiellement ou en totalité issu de l’article de Wikipédia en allemand intitulé « Bundesstraße 216 » (voir la liste des auteurs).

1. ↑  (de) « Die Bundes- und Reichsstraßen in Deutschland - Nr. 166 bis 327 » [archive du 18 février 2009], sur home.arcor.de (consulté le 16 juillet 2025)